# جلان بيرسون
جلان بيرسون هو سياسي كندي، ولد في 26 ديسمبر 1950 في كالغاري في كندا. حزبياً، نشط في الحزب الليبرالي الكندي. وقد انتخب عضو مجلس العموم الكندي.